# Dětský domov se školou
Dětský domov se školou je druh školského zařízení zajišťující péči o děti s nařízenou ústavní výchovou, pro děti s uloženou ochrannou výchovou a pro nezletilé matky které mají nařízenou ústavní výchovu nebo uloženou ochranou výchovu a jejich děti, které nemohou být vzdělávány mimo dětský domov se školou. Do dětského domova se školou jsou umisťovány děti ve věku od 6 let do ukončení povinné školní docházky. 
V České republice je 34 dětských domovů se školou (k roku 2018).